# Cyathea excavata
Cyathea excavata är en ormbunkeart som beskrevs av Holtt. Cyathea excavata ingår i släktet Cyathea och familjen Cyatheaceae. Inga underarter finns listade.